# El Lloar
El Lloar és un municipi de la comarca del Priorat. Fins al 1989 el nom del municipi responia a una ortografia castellanitzant, i constava com a Lloá. És un terme de la part central-occidental de la comarca, i està envoltat d'altres termes del Priorat: la Vilella Baixa al nord, Gratallops a l'est, el Molar al sud i la Figuera a l'oest.
Està situat a la dreta del riu Montsant, que en forma el límit oriental. Se situa a dalt d'un tossalet; el carrer principal segueix la carena del tossal i el poble es desenvolupa a banda i banda. La majoria de cases són unifamiliars, de dos pisos i golfes, fetes de pedra i morter i arrebossades per fora.

## Etimologia
Hom ha postulat fins ara dues teories sobre l'origen del topònim «el Lloar». Una, el fa d'origen àrab al-auar, «els costers o pendents». L'altra, que sembla més versemblant, explica que ve de «llosar», forma antiga de «llosera», és a dir, lloc on la llosa (pedres planes, de llicorella, per exemple) és molt abundant. És versemblant precisament perquè s'adiu molt a les característiques del lloc on és emplaçat el Lloar. Altres fonts parlen del Lloar com una derivació del llobar, és a dir un lloc amb abundància de llops. Aquesta versió vindria abonada tant per la tradició oral com per la proximitat del topònim Gratallops, el terme del qual delimita amb el del Lloar.
És un topònim bastant modern (no apareix fins al segle xvi), cosa que també el fa molt proper al moment d'inici de la pèrdua de la -s- intervocàlica, dins de l'evolució de la llengua. També s'ha escrit Lloà, amb grafia fonètica.

## Geografia
- Llista de topònims del Lloar (Orografia: muntanyes, serres, collades, indrets..; hidrografia: rius, fonts...; edificis: cases, masies, esglésies, etc).

El terme té una forma curiosa: recorda una h minúscula invertida. Està pràcticament dividit en dues meitats, a ponent i llevant de la serra que, de sud a nord, va pujant des de la cresta (450 m. alt.) cap al nord, fins a assolir els 636 m. alt. a la Punta del Guixar. Aquesta serra pel costat de llevant constitueix una cinglera que fa de redós de ponent al poble del Lloar.
La meitat ponentina del terme articula la vall del barranc dels Tortells, que neix prop de Coll del Rei, a la serralada abans esmentada, i des d'on baixa cap al sud-oest per transformar-se en el barranc de Santa Càndia, en terme del Masroig, i abocar-se en el riu Siurana. Aquesta meitat inclou un tram de la vall del barranc dels Llangossets (la resta pertany a la Figuera) i la vall del barranc del Trenc, que neix en terme de la Figuera a ponent de la serralada esmentada, per torçar cap a llevant en angle recte, travessar-la de sobre i caure cap al Lloar i el riu Siurana. Aquesta meitat està delimitada a llevant per la serralada esmentada, al sud per la cua cap al sud-oest de la mateixa serralada, i a ponent i nord per unes carenes que van pujant suaument fins a trobar la serralada central ja explicada. Al seu interior hi ha dues elevacions destacables: els Comuns, de 473 m. d'alt, i un turó a llevant del Coll del Rei, de 392.
La meitat de llevant queda enclosa entre aquesta mateixa serralada i el riu Montsant. Aquest darrer riu a l'extrem sud-est del terme del Lloar s'aboca en el riu Siurana. Aflueixen en el Montsant tot de barrancs que baixen de la serralada esmentada: barrancs del Merla, del Cristòfol, de la Perera i de les Ortigues (el primer a l'origen del segon), de la Font Vella (que baixa del poble), i del Trenc (abans esmentat). Aquesta meitat de llevant queda limita a ponent per la serralada ja descrita, al sud-oest i sud pel barranc del Trenc, al sud i llevant per riu Montsant i al nord per unes carenes que pugen cap a la Punta del Guixar.
El poble, a 219 msnm, és a l'extrem sud-est del terme. A prop del poble hi ha el Tossalet, de 191 m., que constitueix un excel·lent mirador cap a la vall del riu Montsant.

## Història
El Centre històric del Lloar és una obra del municipi del Lloar (Priorat) protegida com a bé cultural d'interès local. No hi ha documentació que permeti establir amb exactitud l'època de l'assentament primitiu però sembla que es desenvolupa a partir de la Reconquesta. Formà part com a petit agregat de la Figuera, de la Baronia de Cabassers, fundada a favor del bisbe de Tortosa. En els documents més antics sobre el poble sempre surt esmentat com a masos o quadra Lloar.
L'any 1558, davant la petició dels veïns, el bisbe de Tortosa, Ferran de Lloaces, autoritzà la construcció d'una església dedicada a Sant Miquel Arcàngel, patró del poble. Posteriorment, l'any 1777, es construí una nova església. Durant la guerra contra els francesos, el Lloar aconseguí tenir Ajuntament propi.
El desenvolupament de la població és paral·lel al de la resta de pobles del Priorat, acusant un fort increment de la població entre 1750 i 1850, amb un total de 700 habitants, però amb una marcada davallada iniciada per la fil·loxera.

## Comunicacions
Travessa la part de llevant del terme -poc tros- la carretera T-712 (Gratallops-el Lloar), i la T-732 (El Molar-el Lloar) trepitja només un trosset del terme, ran del Lloar.
També passa pel terme el GR-171 (Santuari de Pinós-Refugi del Caro), en el seu tram entre la Figuera i Garcia.

## Demografia
| 1497 f | 1515 f | 1553 f | 1717 | 1787 | 1857 | 1877 | 1887 | 1900 | 1910 |
| ------ | ------ | ------ | ---- | ---- | ---- | ---- | ---- | ---- | ---- |
| 10     | 12     | 13     | -    | -    | 622  | 622  | 627  | 537  | 499  |

| 1920 | 1930 | 1940 | 1950 | 1960 | 1970 | 1981 | 1990 | 1992 | 1994 |
| ---- | ---- | ---- | ---- | ---- | ---- | ---- | ---- | ---- | ---- |
| 416  | 354  | 315  | 301  | 285  | 229  | 178  | 160  | 136  | 136  |

| 1996 | 1998 | 2000 | 2002 | 2004 | 2006 | 2008 | 2010 | 2012 | 2014 |
| ---- | ---- | ---- | ---- | ---- | ---- | ---- | ---- | ---- | ---- |
| 133  | 129  | 123  | 123  | 122  | 111  | 115  | 119  | 116  | 110  |

| 2016 | 2018 | 2020 | 2022 | 2024 | 2026 | 2028 | 2030 | 2032 | 2034 |
| ---- | ---- | ---- | ---- | ---- | ---- | ---- | ---- | ---- | ---- |
| 123  | 118  | 105  | 104  | 101  | -    | -    | -    | -    | -    |

## Política
Eleccions al Parlament de Catalunya del 2012
| Candidatura | Candidatura   | Cap de llista          | Vots | Regidors | % vots |
| ----------- | ------------- | ---------------------- | ---- | -------- | ------ |
|             | CiU           | Artur Mas              | 40   |          | 51,94  |
|             | ERC           | Oriol Junqueras        | 17   |          | 22,07  |
|             | PPC           | Alicia Sánchez-Camacho | 8    |          | 10,38  |
|             | C's           | Albert Rivera          | 4    |          | 5,19   |
|             | CUP           | David Fernández        | 3    |          | 3,89   |
|             | PSC           | Pere Navarro           | 3    |          | 3,89   |
|             | ICV-EUiA      | Joan Herrera           | 1    |          | 1,29   |
|             | Vots en blanc |                        | 0    |          | 0      |
|             | Altres        |                        | 1    |          | 2,6    |
| Total       | Total         | 77                     | 77   |          | 81,05  |